# Joan Villanove
Joan Villanove (Nefiac, 1939) és un rossellonès, escriptor en francès i resident a Ribesaltes. Ha publicat dues novel·les amb el pseudònim Jean-Charles de Montignac.

## Biografia
Després de treballar en el camp de l'educació i la formació professional, treballà per a la indústria automobilística en l'organització de concursos de vendes a nivell nacional. Entre els anys 1976 i 1990 treballà a Perpinyà en diversos sectors culturals i en mitjans de comunicació. Posteriorment es tornà a dedicar a la formació professional, fent seminaris de capacitació relacional.
En el camp dels mitjans de comunicació, Villanove ha col·laborat en la premsa diària nord-catalana; entre els anys 1988 i 1989 presentà a France 3 el programa televisiu Histoires d'ici, de freqüència setmanal i d'una durada de cinc minuts; i a France Bleu Roussillon tingué el programa de ràdio Raconte-moi les Catalans que s'emeté els anys 2003 i 2004. Com a escriptor, i d'entre les diverses obres que s'ha publicat, en destaca la Histoire populaire des catalans, amb diverses reedicions i també publicada en forma de fulletó a La semaine du Roussillon entre el 2005 i el 2006; el llibre, en tres volums, és una obra de divulgació que ha obtingut anomenada a la Catalunya del Nord. Per bé que el text és en francès, s'hi intercalen citacions en català, i una interessant Declaració dels Drets dels catalans, en cinc punts. És President d'Honor de l'Associació Les Amis du Pays Catalan. A més de la faceta de conferenciant, i l'elaboració del muntatge audiovisual Nosaltres els catalans de 65 minuts de durada, també ha cultivat la pintura com a afeccionat.

## Obres
- Histoire populaire des Catalans et plus particulièrement du Roussillon, du Vallespir, du Conflent et de la Cerdagne.  Perpinyà: Imp. Sofreix, 1988. (1a. ed. Perpinyà: Nov'Imprim, 1978; 3a. ed. Rivesaltes, 1980)
  - Vol. I: Des origines au XVe siecle
  - Vol. II: Du XVIe siecle à 1714
  - Vol. III: De 1714 à nos jours
- Réflexions et commentaires catalans.  Perpinyà: Imp. Sofreix, 1982. Arxivat 2015-02-04 a Wayback Machine.
- Histoires d'ici 1.  Sant Esteve: Imp. Fricker, 1986.
- Raconte-moi les Catalans.  Ribesaltes: J. Villanove, 2001-2002.
- Raconte-moi les rois de Mallorca: 1276-1344.  Ribesaltes: J. Villanove, 2004. Arxivat 2015-02-04 a Wayback Machine.
- La Goutte de Vie.  Sant Esteve: Les Presses littéraires, 2006. ISBN 9782350731551.
- Jean-Charles de Montignac. Le secret des douze pierres: roman initiatique.  Sant Esteve: Les Presses littéraires, 2008. ISBN 978-2-35073-292-3. Arxivat 2015-02-04 a Wayback Machine.
- Jean-Charles de Montignac. Les Mystères de l'Arche.  Sant Esteve: Les Presses littéraires, 2010. ISBN 978-2-35073-400-2. Arxivat 2015-02-04 a Wayback Machine.
- Nous n'avons à dire merci à personne.  Sant Esteve: Les Presses littéraires, 2012. Arxivat 2015-02-04 a Wayback Machine.
- Les catalans en France, en Espagne et en Europe.  Sant Esteve: Les Presses littéraires, 2014. Arxivat 2016-11-05 a Wayback Machine.
- Histoire du Pays catalan[Enllaç no actiu]. [S.I.]: Editions El Far, 2016

### Vídeo
- Raconte-moi les Catalans: des origines au XVe siècle. 4 DVD, amb una durada de 7 hores i 13 minuts.  Rivesaltes: J.Villanove, 2006. Arxivat 2015-02-04 a Wayback Machine. Aparegut anteriorment en vídeo VHS (1988-1989), amb finançament parcial del Consell Regional.